# 灌湯餃

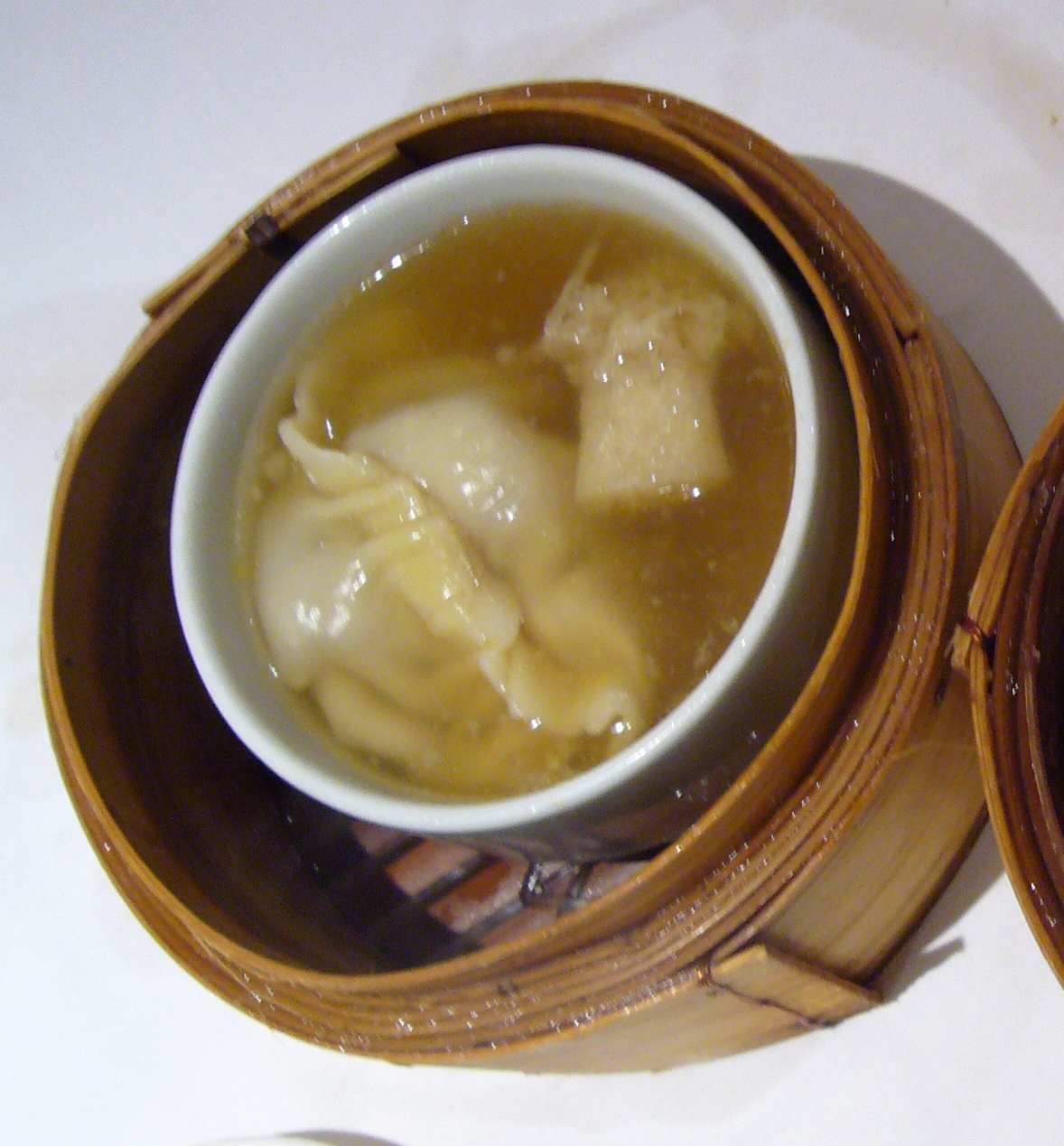
灌湯餃

灌湯餃是廣東、香港和澳門地區常見的點心。以前的灌湯餃是一籠有兩隻餃，用蒸籠蒸成，容易在提起時破皮，現在大部分茶樓的灌湯餃是用湯浸餃。餃內的高湯是以上湯煮豬皮、大菜、鷄腳等含大量膠原的食材凝固成的半固體，包在餡子之內，經加熱便變成湯汁被封在餃內。

## 類似食品
- 灌湯包：華北和江南地區常見的點心